# Thẻ tre

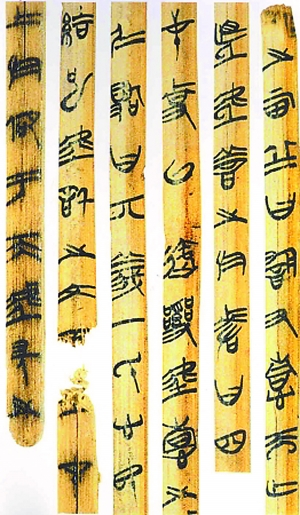
Một mẫu thẻ tre Thượng Hải (khoảng năm 300 trước công nguyên), ghi chép một phần Kinh Thi

Thẻ tre hay Trúc thư (tiếng Trung: 简 牍, pinyin: jiǎndú) là loại công cụ chính để lưu trữ tài liệu ở Trung Quốc trước thế kỉ thứ hai sau công nguyên. Vào thời điểm đó, tre là thứ nguyên liệu dễ kiếm, dễ chế tác nhất mà con người có thể sử dụng để lưu trữ văn bản so với công nghệ lỗi thời lúc bấy giờ. Người ta cũng sử dụng lụa nhưng không thông dụng bằng vì chúng tốn kém hơn.
Mỗi thẻ tre rộng khoảng 2 cm và dài bằng chiếc đũa, chữ được viết theo chiều dọc tạo thành một cột, mỗi thẻ chứa khoảng 10 Hán tự cổ. Đối với các văn bản dài hơn, người ta dùng nhiều thẻ tre liên kết với nhau bằng một sợi dây dài.
Các nhà sử học cho rằng sách làm từ thẻ tre hoặc thẻ gỗ xuất hiện từ trước khi con người phát minh ra giấy, vào khoảng thế kỷ thứ 5 trước Công nguyên trong thời kỳ Chiến Quốc. Tuy nhiên, cũng có một số bằng chứng khác lại cho rằng sách làm từ thẻ tre đã xuất hiện từ thời nhà Thương (khoảng năm 1250 trước Công nguyên). Sách thẻ tre được phát minh ra như một sự thay thế cho các loại nguyên liệu dùng để lưu giữ văn bản trước đó như xương và da động vật. Và sách bằng thẻ tre cứ thế tồn tại suốt cả nghìn năm tại Trung Quốc, chỉ bị thay thế khi giấy được phát minh ra vào thế kỷ thứ 4 sau Công nguyên. Kể từ đó, thẻ tre không còn được sử dụng nữa.
Một trong những lý do khiến cho sách thẻ tre bị thay thế bằng giấy là do trọng lượng quá lớn của chúng. Ở thời Tần Thủy Hoàng, một bộ sách có thể bao gồm hàng chục cuộn với tổng trọng lượng lên tới 72 kg. Trong khi cùng số lượng văn bản như vậy bạn có thể lưu vào một cuốn sách giấy nặng chưa đến 1 kg.

Bên cạnh đó thì cũng có những lý do khác như khoảng trống để viết trên thẻ tre bị hạn chế rất nhiều, các thẻ đóng thành cuộn sau đó cũng rất dễ bị bung ra sau một thời gian sử dụng hay thậm chí cả việc dễ bị mối, mọt cũng là những nguyên nhân dẫn tới việc sách thẻ tre ngày càng trở nên ít phổ biến hơn.

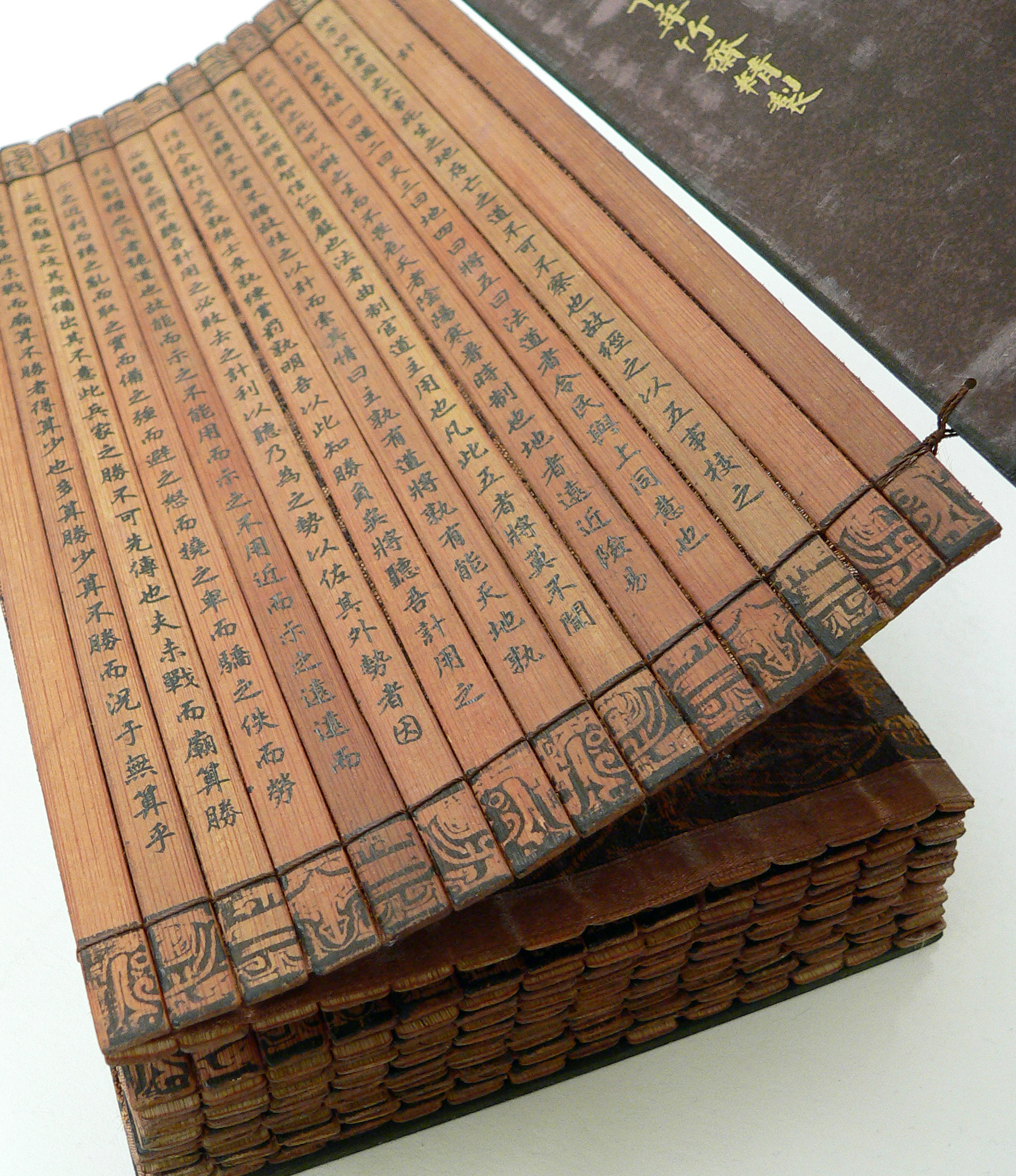
Một phiên bản mới của Binh pháp Tôn Tử được viết trên thẻ tre

## Cách chế tạo
Để tạo ra một cuộn sách thẻ tre theo cách truyền thống, tre sẽ được cạo hết lớp vỏ màu xanh, hong khô trên lửa rồi sau đó cắt nhỏ tre thành các thẻ với kích thước nhất định. Sau đó, các thẻ tre được buộc lại bằng sợi chỉ dài ở hai đầu và cuốn lại thành từng cuộn.
Theo những bản ghi chép ở thời nhà Hán, thì có ba loại thẻ tre phổ biến, loại dài khoảng 70 cm, cỡ vừa khoảng 35 cm và cỡ nhỏ khoảng 20 cm. Trong đó, loại thẻ tre cỡ nhỏ được sử dụng nhiều nhất. Mỗi thẻ tre có độ dài đúng bằng độ dài đôi đũa, chiều ngang tương đương với khi bạn chập đôi đũa đó lại với nhau. Đó là cách dân giã nhất để đo kích thước của một thẻ tre chuẩn mực khi không có thước.
Ở thời kỳ này, những người phụ trách việc viết sách không chỉ sử dụng cây bút và mực làm từ nhựa cây mà còn luôn mang theo một con dao nho nhỏ dùng để cạo bỏ các phần viết sai và sửa lại cho đúng. Do đó, biểu tượng của quyền lực ở thời kỳ này là hình con dao chứ không phải cây bút bởi nó mang ý nghĩa biểu trưng cho thứ công cụ có thể xóa bỏ hay sửa đổi câu chữ trong văn bản. Lối viết từ trên xuống dưới theo hàng dọc cũng bắt đầu hình thành do việc sử dụng thẻ tre mà nên.

## Bộ sưu tập
| Bộ sưu tập                      | Hán tự                 | Tỉnh               | Tìm thấy | Khoảng thời gian              |
| ------------------------------- | ---------------------- | ------------------ | -------- | ----------------------------- |
| Thẻ tre Ma chủy tử              | 磨嘴子                 | Cam Túc            | Năm 1959 | Đông Hán                      |
| Thẻ tre Ngân tước sơn           | 銀雀山漢簡             | Sơn Đông           | Năm 1972 | Tây Hán                       |
| Thẻ tre Thụy hổ địa             | 睡虎地秦简             | Hồ Bắc             | Năm 1975 | Tần                           |
| Thẻ tre Song cổ đôi             | 双古堆                 | An Huy             | Năm 1977 | Tây Hán                       |
| Thẻ tre Trương giả sơn          | 張假山                 | Hồ Bắc             | Năm 1983 | Tây Hán                       |
| Thẻ tre Phóng mã than           | 放马滩                 | Cam Túc            | Năm 1986 | cuối thời Chiến Quốc (Tần)    |
| Thẻ tre Quách Điếm              | 郭店楚簡               | Hồ Bắc             | Năm 1993 | giữa đến cuối thời Chiến Quốc |
| Thẻ tre tại Bảo tàng Thượng Hải | 上海博物館藏戰國楚竹書 | Hồ Bắc             | Năm 1994 | giữa đến cuối thời Chiến Quốc |
| Thẻ tre Tậu mã lâu              | 走马楼简牍             | Hồ Nam             | Năm 1996 | Tam Quốc (Đông Ngô...)        |
| Thẻ tre Doãn Loan               | 尹灣                   | Giang Tô           | Năm 1997 | Tây Hán                       |
| Thẻ tre Lí gia                  | 里耶秦簡               | Hồ Nam             | Năm 2002 | Tần                           |
| Thẻ tre Thanh Hoa               | 清华简                 | Hồ Nam hoặc Hồ Bắc | Năm 2008 | giữa đến cuối Chiến Quốc      |

Bộ sưu tập thẻ tre tại Bảo tàng Thượng Hải được mua ở Hồng Kông một năm sau khi những tên đào mộ khai quật mộ Quốc Điện và lấy đi những cổ vật có giá trị.
Bộ sưu tập Thanh Hoa được tặng bởi một cựu sinh viên. Anh ta đã mua nó thông qua đấu giá, không có dấu hiệu nào cho thấy xuất xứ của nó.
Những bộ sưu tập còn lại được khai quật khảo cổ học.